# Калика (митология)
Вижте пояснителната страница за други значения на Калика.
Калика (на старогръцки: Καλύκη, Kalyke) в гръцката митология е нимфа. Тя е дъщеря на Еол, цар на Тесалия, прародител на еолийците, и Енарета, дъщерята на Деймах. Тя е сестра на Сизиф, Атамант, Салмоней, и Канака.
Със Зевс или с нейния съпруг Етлий, първият цар на Елида на Пелопонес, тя има един син Ендимион.